# У стінах Еріксу
«У стінах Еріксу» (англ. In the Walls of Eryx) — фантастична повість американського письменника Говарда Ф. Лавкрафта, написана в співавторстві з Кеннетом Дж. Стерлінгом взимку 1936 року. Вперше опублікована в жовтні 1939 року в журналі «Weird Tales». У 1986 році повість ввійшла до збірки «Дагон та інші моторошні розповіді» (англ. Dagon and Other Macabre Tales). Повість написана у нехарактерному для Лавкрафта жанрі «традиційної» наукової фантастики.

## Історія написання
Чорновий варіант твору з ідеєю невидимого лабіринту запропонував Лавкрафтові його знайомий Кеннет Дж. Стерлінг, який на той момент навчався у середній школі. На написання твору Стерлінга надихнуло оповідання Едмонда Мура Гамілтона «Чудовисько-бог Мамурта» (англ. The Monster-God of Mamurth, 1926). Чорновик Стерлінга містив близько до 8 тисяч слів. Лавкрафт його допрацював, збільшивши вдвічі. З огляду на те, що початковий варіант тексту Стерлінга не зберігся, складно зрозуміти наскільки суттєвою була переробка Лавкрафта:126.

## Сюжет
Події повісті розгортаються на 72-му році після прибуття землян на Венеру, з 18 по 25 березня або VI.9-16 за венеріанським календарем.
Працівник Венеріанської Кристальної кампанії Кентон Дж. Стенфілд вирушає з факторії Терра-Нова у пошуковий рейд на плато Ерікс. Там за даними детекторної зйомки зафіксовані енергетичні кристали, збором яких займається кампанія. Під час свого рейду Стенфілд веде дорожні нотатки, які і складають основну частину повісті.
Герой продирається крізь венеріанські джунглі, відбиває напад агресивних тубільців — людиноподібних рептилоїдів. Стенфілд вважає їх примітивними формами життя і жалкує, що з Землі досі не перекинуті війська для ліквідації аборигенів.
На плато Ерікс герой знаходить шуканий кристал затиснутим в руці мерця. У померлому Стенфілд пізнає працівника своєї кампанії, що 2 місяці тому вирушив у автономний пошуковий рейд. Виявляється, що загиблий і кристал знаходяться всередині невидимого лабіринту, побудованого з невідомого прозорого матеріалу. Стенфілд піддається пориву цікавості і сам заходить у лабіринт. Через кілька годин він розуміє, що не може вибратися. На другий день блукань герой помічає, що навколо лабіринту збираються тубільці і починають розважатися, слідкуючи за муками чоловіка. Стенфілд розуміє, що лабіринт — це пастка на людей, влаштована рептилоїдами. Герой визнає аборигенів розумною цивілізацією і занотовує пораду для людей, які його знайдуть — лишити планету і її населення у спокої. Незабаром він помирає від спраги і нестачі кисню.
Невдовзі після цього тіла обох працівників знаходить пошукова група кампанії недалеко від виходу з лабіринту. Командир групи читає нотатки Стенфілда і по радіозв'язку радить базі дослухатися до пропозиції про виклик військ для ліквідації тубільців. Останній висновок Стенфілда розцінюється ним як передсмертна маячня.

## Персонажі
Кентон Дж. Стенфілд
Головний герой повісті, працівник Венеріанської Кристальної кампанії, автор передсмертних нотаток. На Землі мешкав за адресою: а Вірджинія, Ричмонд, Маршалл-стріт, 5317.
Фредерік Н. Дуайт
Працівник Венеріанської Кристальної кампанії, що за 2 місяці до подій повісті вирушив у автономний пошуковий рейд. Живим у повісті не з'являється. Його труп, який поступово поїдає місцева фауна, слугує Стенфілду орієнтиром близькості виходу з лабіринту.
Веслі П. Міллер
Командир пошукової групи А Венеріанської Кристальної кампанії. Знаходить обгризений скелет Дуайта і тіло Стенфілда, що не встигло ще охолонути. Викликає допоміжну групу і ліквідує невидимий лабіринт. Його доповідь складає другу частину повісті.
Маркхейм
Пошуковець групи А під командування Міллера.
Андерсон
Керівник групи повітряної розвідки бази Тера-Нова, саме він зробив детекторну зйомку плато Ерікс і виявив там місцезнаходження кристалу.
Бейлі
Працівник Венеріанської Кристальної кампанії, що за 3 роки до подій повісті потрапив під дію галюциногенних рослин у венеріанських джунглях.
Мацугава
Пілот, що за 50 років до подій повісті наніс на мапу Венери плато Ерікс.

## Світ Лавкрафтівської Венери
Планета у повісті багато в чому подібна до Землі. З того, що в тексті згадуються щонайменше два континенти, можна припустити і наявність океанів. Описуються також ріки. Вода на планеті неякісна. Пити її можна лише після суттєвої дезінфекції.
Венеріанське повітря не придатне для людського дихання. Земляни дихають там за допомогою кисневих масок Картера (зі спеціальними трубками, досить важкі у носінні) чи масок Дюбуа (з губчастими резервуарами, значно легші).
Клімат планети вогкий настільки, що неможливо довго зберігати тканину чи папір, вони згнивають. Вдягаються тут у шкіряні комбінезони, а пишуть на спеціальних сувоях з металевих волокон.
Венера ще не повністю досліджена. Автор припускає, що у печерах Діонейського плато цілком можуть мешкати невідомі землянам види.
Значна частина планети вкрита джунглями. Флора і фауна досить різноманітна. У повісті згадуються: Фауна:
- звивисті акмани
- трупоїдні мухи-фарноти
- комахоподібні дарохи
- летючі тукани з іншого континенту
- трупоїди-сіфікліги, що мешкають в багнюці
- скомахи, яких герой чавить взуттям
- уграти, яких герой розрубує ножем навпіл
- плазуючі хижі скорахи

Флора:
- ліаноподібні рослини, що складають основу венеріанських джунглів
- гостролиста рослина з ворсистим стеблом і квітами у червону цятку, що виділяє з галюциногенні ефіри і викликає у людини міражі при контакті
- рослини-некрофаги з рухливими відростками-щупальцями
- дерева, подібні до земних лапідодендронів.

Венеріанські тубільці зовні нагадували людиноподібних рептилоїдів 7-8 футів (вище 2 м) на зріст. Пласка зеленувата голова була вкрита слизом і нагадувала жаб'ячу. Нижні кінцівки мали ступні-присоски, що при пересуванні видавали характерний всмоктуючий звук. На грудях були розташовані 4 довгих щупальця, за допомогою яких венеріанці обмінювалися думками (припущення Фогга, Екберта і Дженета). Як зброю використовують метальні дротики. Вміють користуватися вогнем, роблять характерні смолоскипи. Тубільці будували досить складні архітектурні міста-споруди, які Стенфілд порівнює з мурашниками чи бобровими хатками. Відношення венеріанців до енергетичних кристалів було подібне до релігійного культу. Коли земляни почали здобувати кристали (один кристал міг забезпечити енергією місто середніх розмірів) тубільці почали нападати на пошукачів і пошкоджувати водопровідну систему пошукової бази.